# Jonquery
Jonquery är en kommun i departementet Marne i regionen Grand Est (tidigare regionen Champagne-Ardenne) i nordöstra Frankrike. Kommunen ligger i kantonen Châtillon-sur-Marne som tillhör arrondissementet Reims. År 2022 hade Jonquery 114 invånare.

## Befolkningsutveckling
Antalet invånare i kommunen Jonquery
| Referens: INSEE |